# Güher en Süher Pekinel

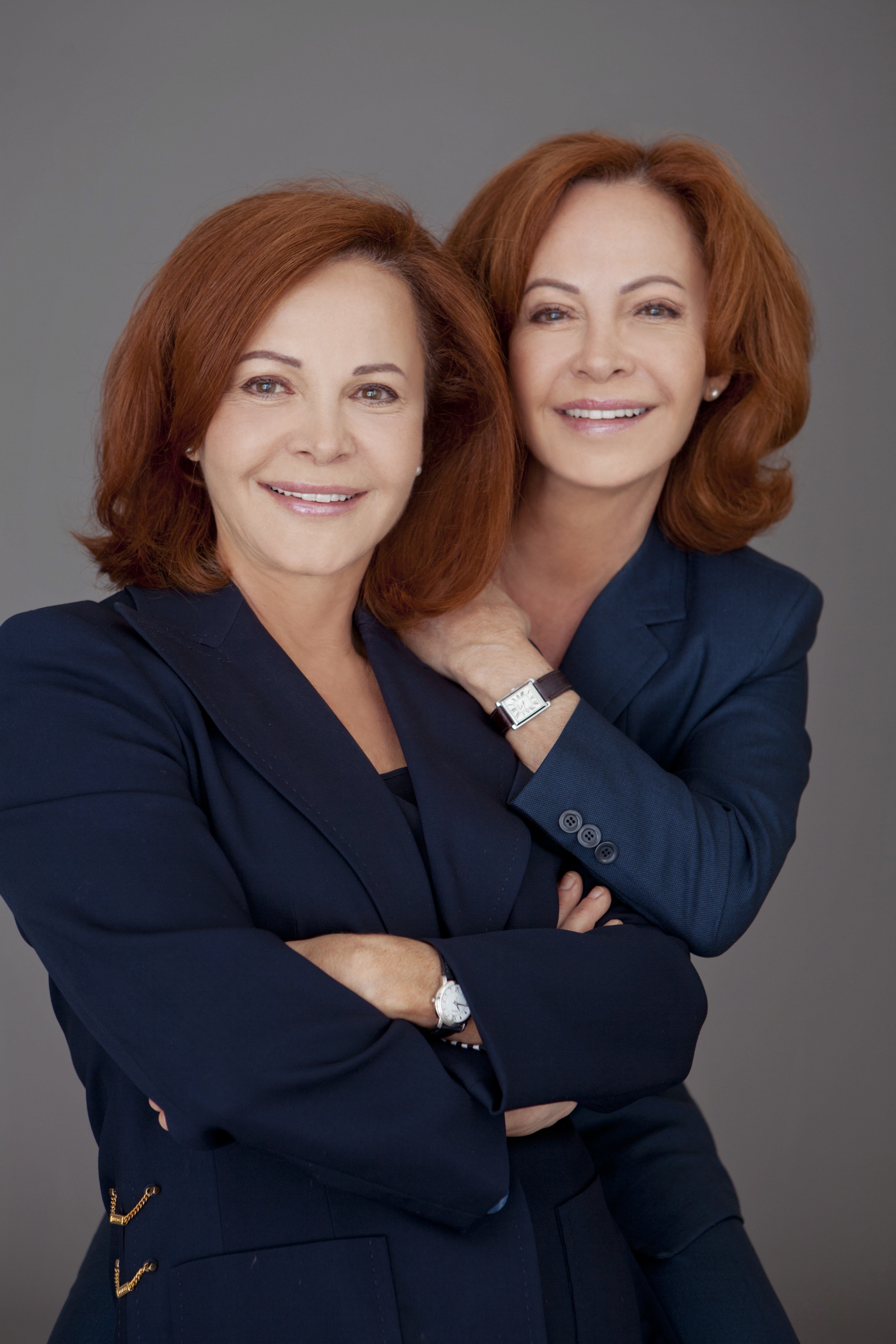
Güher en Süher Pekinel

De Turkse eeneiige tweeling Güher en Süher Pekinel (Istanboel, 29 maart 1951) zijn beiden pianistes. De zussen treden meestal op in duet. De Pekinels kregen hun eerste pianolessen van hun moeder, eveneens een pianiste. De Turkse regering bekroonde hen met de titel "Devlet Sanatçısı" (Turks voor "Nationaal Artiest"), in 1991.
- Bibliothèque nationale de France: cb139057050 (data)
- Gemeinsame Normdatei: 10038157-1
- MusicBrainz: 995feeb5-4641-4e64-b084-34660b1cd40a
- Virtual International Authority File: 143214702